# フルヴァツカ・ベースボール・リーガ
フルヴァツカ・ベースボール・リーガ（Hrvatska Baseball Liga）は、クロアチアにおける野球のトップリーグである。WBSCヨーロッパの会員であるクロアチア野球協会（クロアチア語: Hrvatski baseball savez、英語: Croatian Baseball Association）によって運営されている。

## 試合形式
クロアチアの野球リーグは、2つのリーグ戦が並行して実施される変則的な構成となっている。2024年現在、クロアチア選手権（クロアチア語: Prvenstvo Hrvatske、英語: Croatian Championship）にはクロアチア国内の6チームが参戦し、オープンリーグ（クロアチア語: Hrvatsku otvorenu ligu、英語: Open League）には国外の3チームも含めた7チームが参戦している。
各チームは4試合ずつ対戦し、両リーグに参戦するチームどうしの対戦成績はいずれのリーグにおいても反映される。そのため、クロアチア選手権のみの参戦チームは計20試合、オープンリーグのみの参戦チームは計24試合、両リーグに参戦するチームは計32試合を戦うことになる。
クロアチア選手権では上位4チームが準決勝に進出し、勝ち上がった2チームが決勝（クロアチアシリーズ、クロアチア語: Hrvatska serija）で対戦する。

## 参加チーム
2024年の参加チームは以下の通りである。

### クロアチア選手権
| チーム                                                              | 本拠地           |
| ------------------------------------------------------------------- | ---------------- |
| オリンピア・カルロヴァツ BK Olimpija Karlovac (BOK)                 | カルロヴァツ     |
| メドヴェドニカ・ザグレブ BSK Medvednica Zagreb (MED)                | ザグレブ         |
| ノヴィ・ザグレブ Baseball klub Novi Zagreb (NOV)                    | ザグレブ         |
| ナダSMスプリト Baseball klub Nada SM Split (SPL)                    | スプリト         |
| ヴィンディヤ・ヴァラジュディン Baseball Klub Vindija Varaždin (VAR) | ヴァラジュディン |
| ザグレブ BK Zagreb (ZAG)                                            | ザグレブ         |

### オープンリーグ
| チーム                                                              | 本拠地                    |
| ------------------------------------------------------------------- | ------------------------- |
| アポロ・ブラチスラヴァ Apollo Bratislava Baseball (APO)             | スロバキア ブラチスラヴァ |
| オリンピア・カルロヴァツ BK Olimpija Karlovac (BOK)                 | カルロヴァツ              |
| ブダペスト・レッドウルブズ Budapest Red Wolves (BRW)                | ハンガリー ブダペスト     |
| クラニスキ・リスヤキ Kranjski Lisjaki (LIS)                         | スロベニア リスヤキ       |
| ナダSMスプリト Baseball klub Nada SM Split (SPL)                    | スプリト                  |
| ヴィンディヤ・ヴァラジュディン Baseball Klub Vindija Varaždin (VAR) | ヴァラジュディン          |
| ザグレブ BK Zagreb (ZAG)                                            | ザグレブ                  |

## 主な過去所属選手
- エルネスト・ペレイラ
- ジェイソン・ピロソフィル